# Жечиця-Длуга
Жечиця-Длуга (пол. Rzeczyca Długa) — село в Польщі, у гміні Радомишль-над-Сяном Стальововольського повіту Підкарпатського воєводства.
Населення — 908 осіб (2011).
У 1975-1998 роках село належало до Тарнобжезького воєводства.

## Демографія
Демографічна структура станом на 31 березня 2011 року:
|          | Загалом | Допрацездатний вік | Працездатний вік | Постпрацездатний вік |
| -------- | ------- | ------------------ | ---------------- | -------------------- |
| Чоловіки | 459     | 101                | 319              | 39                   |
| Жінки    | 449     | 87                 | 260              | 102                  |
| Разом    | 908     | 188                | 579              | 141                  |